# Pan Fengzhen
Pan Fengzhen, född den 1 juli 1985 i Nanhai, Kina, är en kinesisk landhockeyspelare.
Hon tog OS-silver i damernas landhockeyturnering i samband med de olympiska landhockeytävlingarna 2008 i Peking.